# Gillian Rubinstein
Gillian Rubinstein (n. 29 august 1942) este o scriitoare australiană de cărți pentru copii și piese de teatru. Născută în Potten End, Berkhamsted, Hertfordshire, Anglia, Rubinstein și-a împărțit copilăria între Anglia și Nigeria, mutându-se în Australia în 1973. În afară de opt piese, numeroase povestiri și articole, a scris peste 30 de cărți. Debutul său foarte popular și premiat din 1986, Space Demons, a introdus teme precum maturizarea și lumile fantastice, care se vor regăsi și în scrierile ulterioare. Cărți cum sunt At Ardilla, Foxspell și Galax-Arena au primit aprecieri critice și multe premii.
În 2001, Rubinstein a publicat "Să nu trezești podeaua-privighetoare", primul roman din seria Legendele clanului Otori, folosind pseudonimul Lian Hearn. Acțiunea seriei se petrece în sânul unei națiuni care trăiește pe o insulă fictivă, similară Japoniei feudale și este prima sa încercare de a se adresa unei audiențe adulte.
Numele 'Lian' provine de la o poreclă din copilărie, iar 'Hearn' pare a fi legat de bâtlan (eng. heron), care este un element important al seriei. S-a sugerat și că numele a fost împrumutat de la Lafcadio Hearn, unul dintre primii scriitori occidentali care s-a preocupat de mitologia japoneză. 
Gillian Rubinstein trăiește în Goolwa, South Australia.

## Cărți
- Space Demons (1987)
- Skymaze (1989)
- Answers to Brut (Omnibus Books, 1991)
- Galax-Arena (Hyland House, 1992) - a doua ediție în 2001
- Mr Plunkett's pool (Random House Australia, 1992) - ilustrată de Terry Denton
- Keep Me Company (Viking, 1992) - ilustrată de Lorraine Hannay
- Dog in, Cat Out (Ticknor & Fields, 1993) - ilustrată de Ann James
- Foxspell (Hyland House, 1994)
- Jake and Pete (Random House Australia, 1995) - ilustrată de Terry Denton
- The Giant's Tooth (Puffin, 1995) - ilustrată de Craig Smith
- Peanut the ponyrat (Heinemann, 1995)
- Annie's Brother's Suit (Hyland House, 1996)
- Witch Music and other stories (Hyland House, 1996)
- Shinkei (Omnibus Books, 1996)
- Sharon, keep your hair on (Random House Australia, 1996) - ilustrată de David Mackintosh
- Under the Cat's Eye (Hodder Headline, 1997)
- Jake and Pete and the stray dogs (Random House Australia, 1997) - ilustrată de Terry Denton
- Each beach (Box Press, 1998) - ilustrată de Mark Sofilas
- Hooray for the Kafe Karaoke (Random House Australia, 1998) - desene de  David Mackintosh
- The Pirates' Ship (Puffin Books, 1998) - ilustrată de Craig Smith
- The Fairy's Wings (Puffin Books, 1998) - ilustrată de Craig Smith
- Pure Chance (Walker Books, 1998) - ilustrată de Caroline Binch
- Ducky's nest (Random House Australia, 1999) - ilustrată de Terry Denton
- The Mermaid of Bondi Beach (Hodder Children's Books, 1999) - ilustrată de Anna Pignataro
- Jake & Pete and the Catcrowbats (Random House Australia, 1999) - ilustrată de Terry Denton
- Jake and Pete and the magpie's wedding (Random House Australia, 2000) - cu Terry Denton
- Terra-Farma (Viking, 2001)
- Prue Theroux : the cool librarian (Random House Australia, 2001) -  ilustrată de David Mackintosh
- The Whale's Child (Hodder Headline Australia, 2002)
- Legendele clanului Otori - serie scrisă sub pseudonimul Lian Hearn:
  - Across the Nightingale Floor (2002)

ro. Să nu trezești podeaua-privighetoare (Traducere Lidia Grădinaru) - Editura Leda 2009
- - Grass for His Pillow (2003)

ro. Sub cerul liber, având drept pernă iarba (Traducere Lidia Grădinaru) - Editura Leda 2009
- - Brilliance of the Moon (2004)

ro. Strălucirea lunii, atingerea vântului (Traducere Lidia Grădinaru) - Editura Leda 2010
- - The Harsh Cry of the Heron (2006)
  - Heaven's Net is Wide (2007)

- Blossoms and Shadows (2010) - sub pseudonimul Lian Hearn

### Compilații
- After Dark: seven tales to read at night (Omnibus/Puffin, 1988)
- Before Dawn: more tales to read at night (Omnibus/Puffin, 1988)

### Povestiri sub pseudonimul G.M. Hanson
- "See Nikko and Die" în Love Lies Bleeding, editată de Jennifer Rowe[4]

### Contribuții
- Introducere ca Lian Hearn la Japan and Her People, de Anna Hartshorne, Jetlag Press, 2007. Editată de Brent Massey și Christopher E. West.

## Premii
2004 Deutscher Jugendliteraturpreis